# Arméniens de Géorgie
Les Arméniens de Géorgie ou Arméniens géorgiens (géorgien : ქართველი სომხები ; arménien : Վիրահայեր) sont des Arméniens vivant en Géorgie. La communauté arménienne est principalement concentrée dans la capitale Tbilissi, la République autonome d'Abkhazie et la région de Samtskhé-Djavakhétie.

## Histoire
Des historiens et chroniqueurs arméniens médiévaux, dont Moïse de Khorène, Lazare de Pharbe et Fauste de Byzance, ont chroniqué la vie des Arméniens en Géorgie.
À Tbilissi, une grande vague de colons arméniens arrive à partir de 1122, après la libération du Caucase des Turcs seldjoukides par les forces géorgiennes et arméniennes sous David IV et Tamar de Géorgie.
Après la conquête russe de la région, les Arméniens d'Erzurum fuyant les persécutions dans l'Empire ottoman et la dynastie Kadjar arrivent en masse à Tbilissi, jusqu'à composer 40 % de la population de la ville,. La plupart des maires et des commerçants de la ville arméniens, et une grande partie de la vieille ville est construite par des Arméniens. Le quartier d'Avlabari (en) en particulier est peuplé d'Arméniens, et on y trouve le Cimetière arménien de Tbilissi. De nombreux réfugiés chrétiens arméniens et grecs s'installent dans la région à la suite du traité de Turkmantchaï en 1828 et du traité d'Andrinople l'année suivante.

### Guerre arméno-géorgienne
À l'issue de la Première guerre mondiale, Akhalkalaki et le sud du Lorri sont cédés à l'Empire ottoman par les traités de Batoum, signés en juin 1918 respectivement par la Géorgie et par l'Arménie, alors que les Géorgiens, aidés des Allemands, prennent le contrôle du Nord du Lorri. À ce moment naissent les prétentions rivales arméno-géorgiennes. En octobre 1918, les Turcs se retirent du Sud du Lorri, qui passe sous le contrôle des Arméniens, mieux informés et qui en profitent pour faire une incursion dans le Nord du Lorri avant de s'en retirer ; la tension reste cependant sérieuse à la frontière entre les deux républiques. Un bref affrontement a lieu du 8 au 10 décembre entre Arméniens et Géorgiens au sud du district. C'est alors qu'un soulèvement arménien dans le Nord du Lorri, source d'accusations réciproques, précipite les deux républiques dans la guerre.
À la suite d'un ultimatum arménien aux Géorgiens leur enjoignant de mettre fin à leurs opérations, les forces arméniennes entrent en territoire contrôlé par les Géorgiens le 13 décembre 1918, sous le commandement du général Drastamat Kanayan. Du 14 au 15, Sanahin (emplacement des quartiers géorgiens), Vorontsovka, Privolnoye, Mikhayelovka et Alaverdi sont pris. Le 16, Ayrum tombe, et le 18, les Géorgiens sont repoussés sur Sadakhlo (en), sans pouvoir empêcher la prise de Shulaveri (en) le 20 puis de Sadakhlo même le 23. La rivière Khrami est alors presque atteinte et Tiflis n'est plus qu'à 50 km, quand une trêve est proposée à l'initiative des Britanniques et des Français. Shulaveri est entre-temps reprise par les Géorgiens le 28, et Sadakhlo est disputée jusqu'au 31.
Cette trêve, négociée avec les Géorgiens avant d'être soumise aux Arméniens, intervient le 31 décembre 1918.
Une commission se réunit dès le 1er janvier 1919, en présence des belligérants du 9 au 17. Elle place provisoirement Akhalkalaki sous administration géorgienne, sous contrôle britannique et avec participation arménienne, et crée une zone neutre également provisoire sur le Lorri et Bortchalo, tout en renvoyant la résolution définitive du conflit à la Conférence de paix de Paris (1919). La question n'est cependant tranchée qu'après la soviétisation des deux républiques : en présence de Staline, le bureau caucasien du Comité central du parti bolchevik, auparavant favorable à l'Arménie, maintient Akhalkalaki sous contrôle de la République socialiste soviétique de Géorgie et divise le Lorri entre celle-ci et la République socialiste soviétique d'Arménie, le 4 juillet 1921.

### Géorgie soviétique

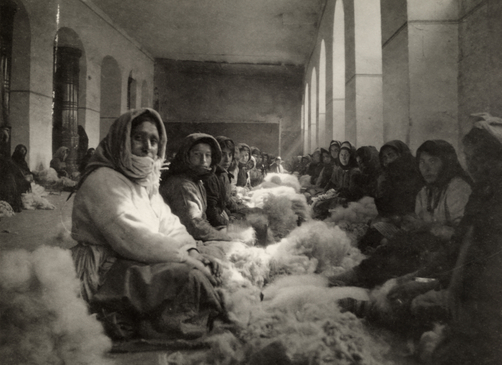
Réfugiés arméniens de Turquie cardant de la laine à Tiflis. Photographie de Melville Chater de National Geographic, 1920.

Sous la présidence de Zviad Gamsakhourdia, en 1991, la Djavakhétie, à forte minorité arménienne, est semi-indépendante, et le gouverneur envoyé par Tbilissi ne parvient à y prendre son poste qu'en novembre 1991. La région est considérée comme une des plus risquées en termes de conflits ethiques, bien qu'une guerre civile ne s'y déclare finalement jamais.

### République de Géorgie
Les politiques linguistiques du gouvernement, interdisant aux Arméniens d'utiliser leur langue natale dans un cadre officiel, sont une source de ressentiment fort. Le gouvernement est accusé de discrimination en interdisant d'utiliser l'arménien ou le russe, limitant ainsi l'accès aux emplois et à l'éducation. Le président de l'Arménie, Robert Kocharyan, exhorte les Arméniens à apprendre la langue géorgienne, qui, selon lui, est essentielle pour leur intégration dans la société géorgienne.
Le 14 août 1998, l'armée géorgienne s'entraîne à Akhalkalaki avec l'armée Russe, sans prévenir la population arménienne locale. Un groupe de 25 Arméniens lourdement armés, croyant à une rafle, se rend sur les lieux. Les militaires géorgiens quittent la région sans violence,,. Le ministère géorgien de la sécurité nationale affirme qu'il s'agit d'une provocation des sécessionnistes.
Certains Arméniens se disent victimes d'une politique cherchant à modifier l'équilibre démographique de la région de Samtskhé-Djavakhétie, de nombreuses familles géorgiennes s'y installant en parallèle des mesures actuelles. Les Arméniens sont également sous-représentés au gouvernement, détenant 5 sièges sur les 235 membres du Parlement en 2006. Cela donne lieu à plusieurs manifestations, dont plusieurs dégénèrent en émeutes, au début des années 2000.
En 2008, Vahagn Chakhalyan, le dirigeant du parti sécessionniste, est arrêté. Il est condamné à 10 ans de prison en 2010 et relâché en janvier 2013 quand Bidzina Ivanichvili arrive au pouvoir au nom de sa coalition Rêve géorgien et lui accorde une amnistie,.

## Démographie

### Tbilissi
Après la conquête russe de la région, les Arméniens fuyant les persécutions dans l'Empire ottoman et la dynastie Kadjar arrivent en masse à Tbilissi, jusqu'à composer 40 % de la population de la ville. La plupart des maires et des commerçants de la ville arméniens, et une grande partie de la vieille ville est construite par des Arméniens. Le quartier d'Avlabari (en) en particulier est peuplé d'Arméniens, et on y trouve le Cimetière arménien de Tbilissi. De nombreux réfugiés chrétiens arméniens et grecs s'installent dans la région à la suite du traité de Turkmantchaï en 1828 et du traité d'Andrinople l'année suivante.

### Samtskhé-Djavakhétie
Dans les années 1980 et 1990, l'Alliance démocratique unie du Javakhk (en) demande une autonomie locale de la région. Les gouvernements géorgien et arménien s'unissent pour apaiser les tensions nationalistes,,.
Le recensement géorgien de 2014 estime que les Arméniens constituent 50,5% de la population de la région.

### Abkhazie
En Abkhazie, les Arméniens constituent le deuxième groupe ethnique de la région après la majorité abkhaze. Pendant la guerre d'Abkhazie au début des années 1990, la plupart des Arméniens locaux soutiennent les sécessionnistes abkhazes, ce qui entraîne une augmentation des sentiments anti-arméniens au sein de la société géorgienne.

## Influence

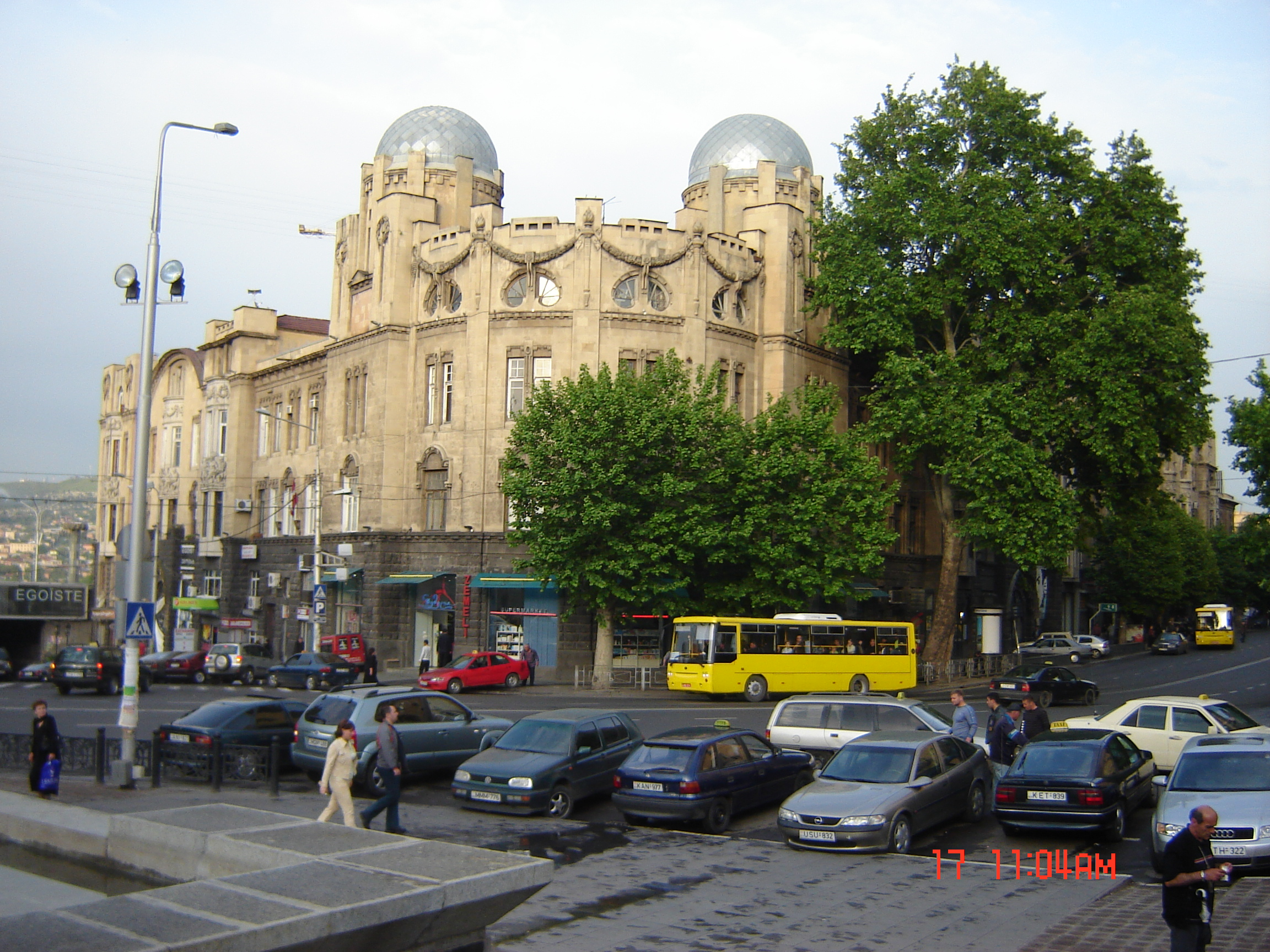
Maison de la famille marchande arménienne Melik-Azaryants à Tbilissi

### Architecture
Sur les 29 églises arméniennes de Tbilissi au début du vingtième siècle, seules deux sont encore en service : l'Église Saint-Georges de Tbilissi (en) dans le vieux quartier arménien et l'église Sainte-Etchmiadzin dans le quartier d'Avlabari. Toutes les autres églises sont soit démolies, soit converties en églises géorgiennes,.

### Personnalités notables
- Alexandre Khatissian
- Hovannès Katchaznouni
- Sayat Nova
- Raffi
- Gabriel Sundukian
- Hovhannès Toumanian
- Mikaël Tariverdiev
- Sergueï Paradjanov
- Aram Khatchatourian
- Tigran Petrossian